# Anjalay Coopen
Anjalay Coopen née Soondrun Pavattan, et aussi connue sous le nom d'Anjalay Tassalam Twakaran, est une militante mauricienne, née le 17 février ou le 3 mars 1911 dans le district de Rivière du Rempart (Ile Maurice) et morte le 27 septembre 1943 à Belle Vue Harel. 
Les circonstances de sa mort pendant le Massacre de Belle-Vue en ont fait un symbole de la lutte contre les oppressions et notamment de la lutte des travailleurs pour leurs droits et de la lutte pour la libération des femmes.

## Biographie
Selon l'auteur Pyneesamy Padayachy, Anjalay serait la fille naturelle d'une certaine Arraye Pavattan, compagne d'un dénommé Nagapen Coopen. Le couple aurait eu deux fils, Priyasamy et Cathan. Anjalay Coopen serait donc un nom d'usage et pas un nom officiel. Anjalay grandit dans le district de Rivière du Rempart où elle est née. Dans un article du journal mauricien L'Express, une femme du nom de Lachmee Marimootoo-Abba affirme avoir été élevée par Anjalay Coopen qui aurait été la première épouse de son père et l'aurait prise sous son aile à la mort de sa mère.
Le 13 septembre 1943, une importante grève démarre sur la plantation sucrière de Belle Vue Harel. Elle fait suite à plusieurs mois d'affrontements entre les propriétaires et les travailleurs. Le 17 septembre, les deux représentants des travailleurs, Hurryparsad Ramnarain et Sharma Jugdambee, acceptent un accord avec les industriels du sucre sans consultations. Les ouvriers agricoles refusent de reconnaitre cet accord mais reçoivent l'ordre d'accepter les termes prévus ou d'évacuer la propriété avant le 29 septembre. Malgré tout, la grève continue et la situation devenant de plus en plus tendue, la Police est appelée à la rescousse. Le 27 septembre, les travailleurs organisent une cérémonie religieuse sur la propriété sucrière. Un policier affirme à sa hiérarchie qu'il a été battu par l'un d'eux. Des renforts arrivent et trouvent 300 femmes, hommes et enfants armés de bâtons et de pierres qui refusent de se disperser. La foule hostile commence à lancer des projectiles à la Police qui réagit en tirant à balles réelles. Plusieurs personnes sont blessées et trois meurent sur le coup : parmi ces trois victimes se trouve Anjalay Coopen, âgée de 32 ans et enceinte de son premier enfant. Les deux autres victimes sont Kistnasamy Mooneesamy et Moonsamy Moonien. Neuf jours plus tard, Marday Panapen, un quatrième travailleur décède de ses blessures à l'hôpital de Port-Louis. 
L'émotion est très vive dans le pays : 1 500 personnes se réunissent pour une cérémonie funéraire hindoue organisée pour les défunts par le pandit Basdeo Bissoondoyal,. Les trois premières victimes sont incinérés dans le village de Cottage sur un terrain offert par un habitant du quartier.

## Hommages à Anjalay Coopen

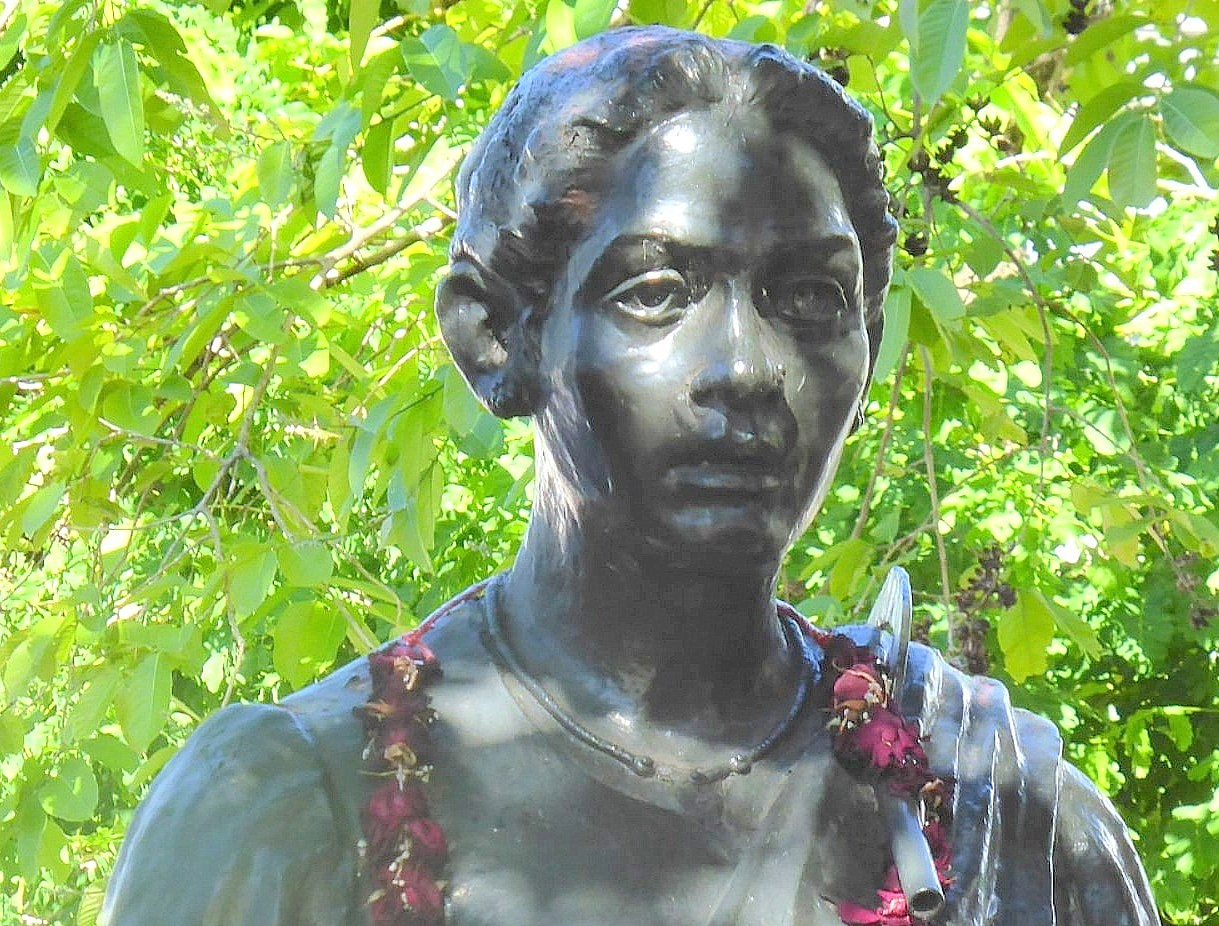
Statue d'Anjalay Coopen à Port Louis

Pour certains, Anjalay Coopen était simplement « au mauvais endroit au mauvais moment » mais pour d'autres c'était une vraie militante qui savait parfaitement dans quelle lutte elle s'engageait. Peu de choses sont réellement connues sur son implication dans le mouvement des travailleurs mais son personnage est hautement symbolique et sa mort est souvent comparée à un sacrifice ou à un martyre. Plusieurs œuvres et lieux de l'Ile Maurice ont donc été dédiés à Anjalay Coopen.

### Lieux, monuments et hommages officiels
- Le 26 janvier 1991, le premier ministre mauricien Sir Anerood Jugnauth inaugure le Stade Anjalay à Belle-Vue Harel sur les lieux où a eu lieu le massacre[8].
- En 1995, une statue est érigée en son honneur à l'Aapravasi Ghat à Port-Louis[1]. Elle est transférée à un autre endroit par la suite[12].
- Le 13 décembre 2000, un timbre est édité à l'effigie d'Anjalay Coopen. Il est d'une valeur faciale de 9 roupies mauricienne[13],[14].
- En septembre 2003, une stèle est érigée en l'hommage d'Anjalay Coopen et de ses compagnons tombés le 27 septembre 1943. Taillée dans un seul bloc de pierre, mesurant un mètre vingt et pesant deux tonnes et demie, la stèle a été créée par l'artiste Harold Gentil. Elle est dévoilée par le ministère des Arts et de la culture dans le village de Cottage où les travailleurs ont été incinérés en présence du Premier ministre de l'époque Sir Anerood Jugnauth et du vice-Premier ministre Paul Bérenger[4].
- Le 29 août 2007, une statue d'Anjalay est érigée devant le nouveau Centre des Droits Humains en face de la Cour Suprême de Port-Louis[4].
- En septembre 2012, la Commission pour l'égalité des chances de l'Ile Maurice (Equal Opportunities Commission) annonce son intention de célébrer chaque année une journée de l'égalité des chances qui aurait lieu le 27 septembre en référence à la mort d'Anjalay Coopen. Le président de la Commission déclare qu'Anjalay est un symbole car "on retrouve chez elle plusieurs discriminations reconnues par la loi, soit la race, le genre, l'origine sociale, la situation familiale puisqu’elle était enceinte"[15].
- Le 8 mars 2015, Anjalay Coopen est une des deux femmes honorées officiellement par la Ministre mauricienne de l’Égalité des genres, du Développement de l’enfant et du Bien-être de la famille à l'occasion de la Journée Internationale de la Femme[16].

### Arts et littérature
- Peu de temps après la mort d'Anjalay Coopen, l'auteur tamoul Permal Soobrayen écrit le poème Anjalay[17].
- Anjalay, pièce de théâtre de seize pages d'Henri Favory publiée en 1980.
- Nouvelle d'Ananda Devi, La Mort d'Anjalay dans Au tour des femmes. Ed. B. Pyamootoo & R. Poonoosamy. Port-Louis:  Immedia, 1995: 67-74
- Anjalay, pièce en trois actes de Pyneesamy Padayachy, présentée au Théâtre Serge Constantin de Vacoas le 4 novembre 2003[18].
- Hommage à Anjalay Coopen dans une chanson engagée  de Siven chinien "L'année 43"